# زن الهی
زن الهی (انگلیسی: The Divine Woman) یک فیلم صامت آمریکایی محصول ۱۹۲۸ به کارگردانی ویکتور شوستروم و با بازی گرتا گاربو است. این فیلم توسط مترو گلدوین مایر تهیه و پخش شده‌است. تنها یک حلقهٔ نُه‌دقیقه‌ای از فیلم  و یک قطعهٔ ۴۵ ثانیه‌ای دیگر  از این فیلم گم‌شده باقی مانده‌اند؛ نسخهٔ کامل شناخته‌شدهٔ آن در آتش‌سوزی آرشیو مترو گلدوین مایر در سال ۱۹۶۵ نابود شد.
درآمد فیلم در آمریکا ۵۴۱٬۰۰۰ دلار و در بازار بین‌المللی ۳۹۰٬۰۰۰ دلار بود؛ مجموع فروش جهانی آن ۹۳۱٬۰۰۰ دلار و سود خالص آن برای مترو گلدوین مایر ۳۵۴٬۰۰۰ دلار بوده‌است.
این فیلم در مارس ۱۹۲۸ برندهٔ جایزهٔ «فتوپلی» برای «بهترین فیلم ماه» شد و همچنین گرتا گاربو و لارس هانسون به‌عنوان «بهترین بازیگران ماه» انتخاب شدند.

## منشأ
این فیلم اقتباسی است از نمایش‌نامهٔ برادوی سال ۱۹۲۵ با نام Starlight نوشتهٔ گلادیس آنگر، که دوریس کین در آن نقش‌آفرینی کرده بود. داستان فیلم با الهام آزاد از زندگی اولیهٔ بازیگر فرانسوی سارا برنار شکل گرفته است.

## داستان
ماریان (گرتا گاربو) دختر فقیر روستایی فرانسوی است که در دههٔ ۱۸۶۰ به پاریس می‌رود تا بخت خود را در بازیگری بیازماید. او با پیشرفت در تئاتر، باید میان دلبستگی دو مرد، یکی را انتخاب کند: نخست، لوسین (لارس هانسون)، سرباز جوان و پرشوری است که برای بودن با ماریان از ارتش فرار می‌کند و پس از دزدیدن لباسی برای هدیه‌دادن به او، روانهٔ زندان می‌شود؛ و دیگری، هنری لوگران (لوول شرمن)، تهیه‌کنندهٔ میان‌سال و ثروتمند پاریسی است که به او شهرت و ثروت پیشنهاد می‌دهد.

## بازیگران
گرتا گاربو در نقش ماریان
لارس هانسون در نقش لوسین
لاول شرمن در نقش هنری لوگران
پالی موران در نقش خانم پیگونیه
دوروتی کامینگ در نقش خانم زیزی روک، مادر ماریان
جانی مک براون در نقش ژان لری
چزاره گراوینا در نقش جی‌جی
پولت دووال در نقش پولت
ژان دو بریاک در نقش کارگردان صحنه

## حلقهٔ باقی‌مانده
تنها یک حلقه از این فیلم شناخته‌شده‌است که ۹ دقیقه زمان دارد و در سال ۱۹۹۳ در گوسفیلموفوند، آرشیو فیلمی در مسکو کشف شد. این قطعهٔ فیلم به‌همراه مجموعه‌ای از آثار گاربو روی دی‌وی‌دی منتشر شده و از ترنر کلاسیک مووی نیز پخش شده‌است. میان‌نویس‌های روسی آن به انگلیسی ترجمه شده‌اند. در این بخش از فیلم، ماریان را می‌بینیم که در اتاق‌هایی ساده در پاریس زندگی می‌کند. پس از گفت‌وگویی شوخ‌طبعانه با صاحب‌خانه‌اش، خانم پیگونیه، لوسین به او می‌پیوندد. این دو دلداده دقایقی پراحساس را با هم می‌گذرانند، در حالی‌که زمان بازگشت لوسین به ارتش فرا می‌رسد.